# Hertha Sturm (Psychologin)
Hertha Sturm (* 22. Januar 1925 in Nürnberg; † 14. Mai 1998 in Ehrenkirchen) war eine deutsche Rundfunkjournalistin, Kommunikationspsychologin und Medienpädagogin.

## Leben und Werk
Nach dem Studium von Psychologie und Jura leitete Hertha Sturm die Abteilung Schul- und Jugendfunk des Südwestfunks. Sie baute die Abteilung Bildung und Erziehung beim ZDF auf und leitete diese. 1967 habilitierte sie in Freiburg im Breisgau zum Thema „Psychologie und Massenkommunikation“ und war anschließend bis 1974 Professorin für Psychologie und Massenkommunikation in Freiburg. 1974 wurde sie zur Leiterin des Internationalen Zentralinstituts für das Jugend- und Bildungsfernsehen (IZI) beim Bayerischen Rundfunk ernannt und hatte von 1974 bis 1982 eine Professur für Psychologie und Kommunikationswissenschaften an der Universität München inne. 1982 entwickelte sie den Studiengang Kommunikationspsychologie/Medienpädagogik an der Universität Koblenz-Landau und übernahm auch dessen Leitung.
Hertha Sturm hat den Begriff der fehlenden Halbsekunde geprägt: Durch das hohe Tempo bei Darstellungen im Fernsehen werden insbesondere Kinder emotional überfordert. Die fehlende Halbsekunde bei der Wahrnehmung von Medieninhalten führt zu einer nur oberflächlichen Verarbeitung der Informationen und damit einem geringeren „intellektuellen Verständnis“.

## Veröffentlichungen (Auswahl)
- Wahrnehmung und Fernsehen: die fehlende Halbsekunde. In: Media Perspektiven, Heft 1, 1984, S. 58–65.
- Der gestresste Zuschauer. Folgerungen für eine rezipientenorientierte Dramaturgie. Herausgegeben von Marianne Grewe-Partsch und Christian Doelker, Klett-Cotta Verlag, Stuttgart 2000.